# 2016-os magyar tekebajnokság
A 2016-os magyar tekebajnokság a hetvennyolcadik magyar bajnokság volt. A bajnokságot május 14. és 15. között rendezték meg, a férfiakét Győrben, a nőkét Budapesten, az FTC pályáján.

## Eredmények
| Versenyszám            | Arany                               | Arany | Ezüst                        | Ezüst | Bronz                                                                       | Bronz |
| ---------------------- | ----------------------------------- | ----- | ---------------------------- | ----- | --------------------------------------------------------------------------- | ----- |
| Férfi egyéni           | Kakuk Levente Győr TC               | 654   | Fehér Béla Szegedi TE        | 650   | Karsai László Szegedi TE                                                    | 640   |
| Férfi sprint           | Karsai László Szegedi TE            |       | Kakuk Levente Győr TC        |       | Boanta Claudiu KV Kronlachner Wiener Neustadt Zapletán Zsombor Répcelaki SE |       |
| Férfi összetett egyéni | Kakuk Levente Győr TC               | 881   | Kiss Tamás KK Neumarkt       | 881   | Karsai László Szegedi TE                                                    | 862   |
| Női egyéni             | Airizer Emese Zalaegerszegi TE-ZÁÉV | 636   | Méhész Anita Rákoshegyi VSE  | 619   | Bordács Dorottya Ferencvárosi TC                                            | 614   |
| Női sprint             | Bordács Dorottya Ferencvárosi TC    |       | Baracsi Ágnes Balatoni Vasas |       | Méhész Anita Rákoshegyi VSEZsiros Andrea Tatabányai SC                      |       |
| Női összetett egyéni   | Sáfrány Anita Rákoshegyi VSE        | 837   | Méhész Anita Rákoshegyi VSE  | 834   | Bordács Dorottya Ferencvárosi TC                                            | 830   |